# El infierno (película de 1994)
El infierno (en francés, L'Enfer) es una película francesa del director Claude Chabrol, estrenada el 16 de febrero de 1994.

## Antecedentes
El guion es una adaptación de la idea original del director Henri-Georges Clouzot, que comenzó el rodaje del mismo en 1964, con Romy Schneider y Serge Reggiani en los papeles principales. Los problemas de salud de Reggiani hicieron que éste fuera sustituido durante el rodaje por Jean-Louis Trintignant. Pero de todas maneras el proyecto no salió adelante ya que entonces fue el propio director, Clouzot, quien sufrió un ataque al corazón, por lo que la película nunca fue terminada. En 1992 la viuda de Clouzot vendió el guion a Chabrol, quien realizó esta adaptación en 1994.

## Sobre la película
Paul (Cluzet) y Nelly (Béart) son una pareja de recién casados que regenta un hotel en el campo. Nelly es una de las mujeres más guapas de la región, y todos los hombres envidian a Paul. Tras el nacimiento de su primer hijo, todo parece marchar bien, pero Paul empieza poco a poco a obsesionarse con el pensamiento de que Nelly le es infiel. Los problemas en el hotel, y esa duda acerca de la fidelidad de su mujer le arrastran hacia la bebida, para intentar acallar esas voces que está empezando a oír dentro de su cabeza. Su locura llega a extremos desorbitados, y acaba por seguir a su mujer cuando ésta viaja al pueblo, o cuando se divierte con sus amigos.
Poco a poco, la vida de ambos, que parecía idílica, acaba convirtiéndose en un infierno sin final.

## Reparto
- François Cluzet (Paul)
- Emmanuelle Béart (Nelly)
- Marc Lavoine (Martineau)
- Nathalie Cardone (Marilyn)
- André Wilms (Doctor Arnoux)
- Thomas Chabrol (Julien)